# Jarret Eaton
Jarret Eaton (24 giugno 1989) è un ostacolista e velocista statunitense.

## Biografia
Dopo un quarto posto ai mondiali indoor di Portland 2016 nei 60 metri piani, successivo alla conquista di campione statunitense della medesima disciplina, nel 2018, dopo essersi riconfermato campione nazionale, partecipò i mondiali indoor di Birmingham, dove conquistò la medaglia d'argento, sempre nei 60 metri ostacoli.
Nel 2019 partecipò ai Giochi panamericani di Lima, dove raggiunse la finale dei 110 metri ostacoli senza però raggiungere il traguardo. Tuttavia riuscì a conquistare la medaglia di bronzo come componente della staffetta 4×100 metri degli Stati Uniti.

## Progressione

### 60 metri piani indoor
| Stagione | Tempo | Luogo     | Data      | Rank. Mond. |
| -------- | ----- | --------- | --------- | ----------- |
| 2019/20  | 6"98  | Columbia  | 17-1-2020 |             |
| 2018/19  | 6"86  | Columbia  | 18-1-2019 |             |
| 2016/17  | 6'85" | Clemson   | 7-1-2017  |             |
| 2015/16  | 6"83  | Saskatoon | 30-1-2016 |             |
| 2008/09  | 6"85  | Ithaca    | 6-12-2008 |             |

### 60 metri ostacoli indoor
| Stagione | Tempo | Luogo           | Data      | Rank. Mond. |
| -------- | ----- | --------------- | --------- | ----------- |
| 2020/21  | 7"51  | Łódź            | 12-2-2021 |             |
| 2019/20  | 7"54  | Toruń           | 8-2-2020  |             |
| 2018/19  | 7"51  | Birmingham      | 16-2-2019 |             |
| 2017/18  | 7"43  | Albuquerque     | 18-2-2018 |             |
| 2016/17  | 7"59  | Albuquerque     | 5-3-2017  |             |
| 2015/16  | 7"50  | Portland        | 20-3-2016 |             |
| 2014/15  | 7"59  | Boston          | 1-3-2015  |             |
| 2013/14  | 7"54  | Karlsruhe       | 1-2-2014  |             |
| 2012/13  | 7"63  | New York        | 16-2-2013 |             |
| 2011/12  | 7"49  | University Park | 27-1-2012 |             |
| 2010/11  | 7"56  | Ithaca          | 19-2-2011 |             |
| 2009/10  | 7"68  | New York        | 5-2-2010  |             |
| 2008/09  | 7"89  | New York        | 6-2-2009  |             |
| 2007/08  | 7"88  | Mankato         | 15-3-2008 |             |

### 110 metri ostacoli
| Stagione | Tempo | Luogo        | Data      | Rank. Mond. |
| -------- | ----- | ------------ | --------- | ----------- |
| 2019     | 13"45 | Chorzów      | 16-6-2019 |             |
| 2018     | 13"33 | Parigi       | 30-6-2018 |             |
| 2017     | 13"34 | Londra       | 9-7-2017  |             |
| 2016     | 13"25 | Ostrava      | 20-5-2016 |             |
| 2015     | 13"41 | Clermont     | 16-5-2015 |             |
| 2014     | 13"62 | Eugene       | 26-7-2014 |             |
| 2013     | 13"71 | Ithaca       | 28-4-2013 |             |
| 2012     | 13"44 | Jacksonville | 26-5-2012 |             |
| 2011     | 13"63 | Filadelfia   | 30-4-2011 |             |
| 2010     | 13"83 | Princeton    | 15-5-2010 |             |
| 2009     | 14"06 | Princeton    | 16-5-2009 |             |
| 2008     | 13"90 | Walnut       | 24-5-2008 |             |

## Palmarès
| Anno | Manifestazione      | Sede       | Evento   | Risultato | Prestazione | Note |
| ---- | ------------------- | ---------- | -------- | --------- | ----------- | ---- |
| 2016 | Mondiali indoor     | Portland   | 60 m hs  | 4º        | 7"50        |      |
| 2018 | Mondiali indoor     | Birmingham | 60 m hs  | Argento   | 7"47        |      |
| 2019 | Giochi panamericani | Lima       | 110 m hs | Finale    | dnf         |      |
| 2019 | Giochi panamericani | Lima       | 4×100 m  | Bronzo    | 38"79       |      |
| 2022 | Mondiali indoor     | Belgrado   | 60 m hs  | Bronzo    | 7"53        |      |

## Campionati nazionali
- 2 volte campione nazionale assoluto dei 60 m ostacoli indoor (2016, 2018)

2011
- 4º ai campionati statunitensi assoluti indoor, 60 m hs - 7"61

2012
- Eliminato in batteria ai campionati statunitensi assoluti, 110 m hs - dnf

2013
- In finale ai campionati statunitensi assoluti indoor, 60 m hs - dq
- Eliminato in batteria ai campionati statunitensi assoluti, 110 m hs - 13"71

2014
- 7º ai campionati statunitensi assoluti indoor, 60 m hs - 7"67

2015
- Argento ai campionati statunitensi assoluti indoor, 60 m hs - 7"59
- Eliminato in batteria ai campionati statunitensi assoluti, 110 m hs - 13"80

2016
- Oro ai campionati statunitensi assoluti indoor, 60 m hs - 7"52

2017
- Bronzo ai campionati statunitensi assoluti indoor, 60 m hs - 7"59
- 7º ai campionati statunitensi assoluti, 110 m hs - 13"61

2018
- Oro ai campionati statunitensi assoluti indoor, 60 m hs - 7"43
- Bronzo ai campionati statunitensi assoluti, 110 m hs - 13"51

2019
- 6º ai campionati statunitensi assoluti, 110 m hs - 13"51

2020
- Argento ai campionati statunitensi assoluti indoor, 60 m hs - 7"57

## Altre competizioni internazionali
2016
- 8º al Memorial Van Damme ( Bruxelles), 110 m hs - 13"54